# Постмодернизм в театре

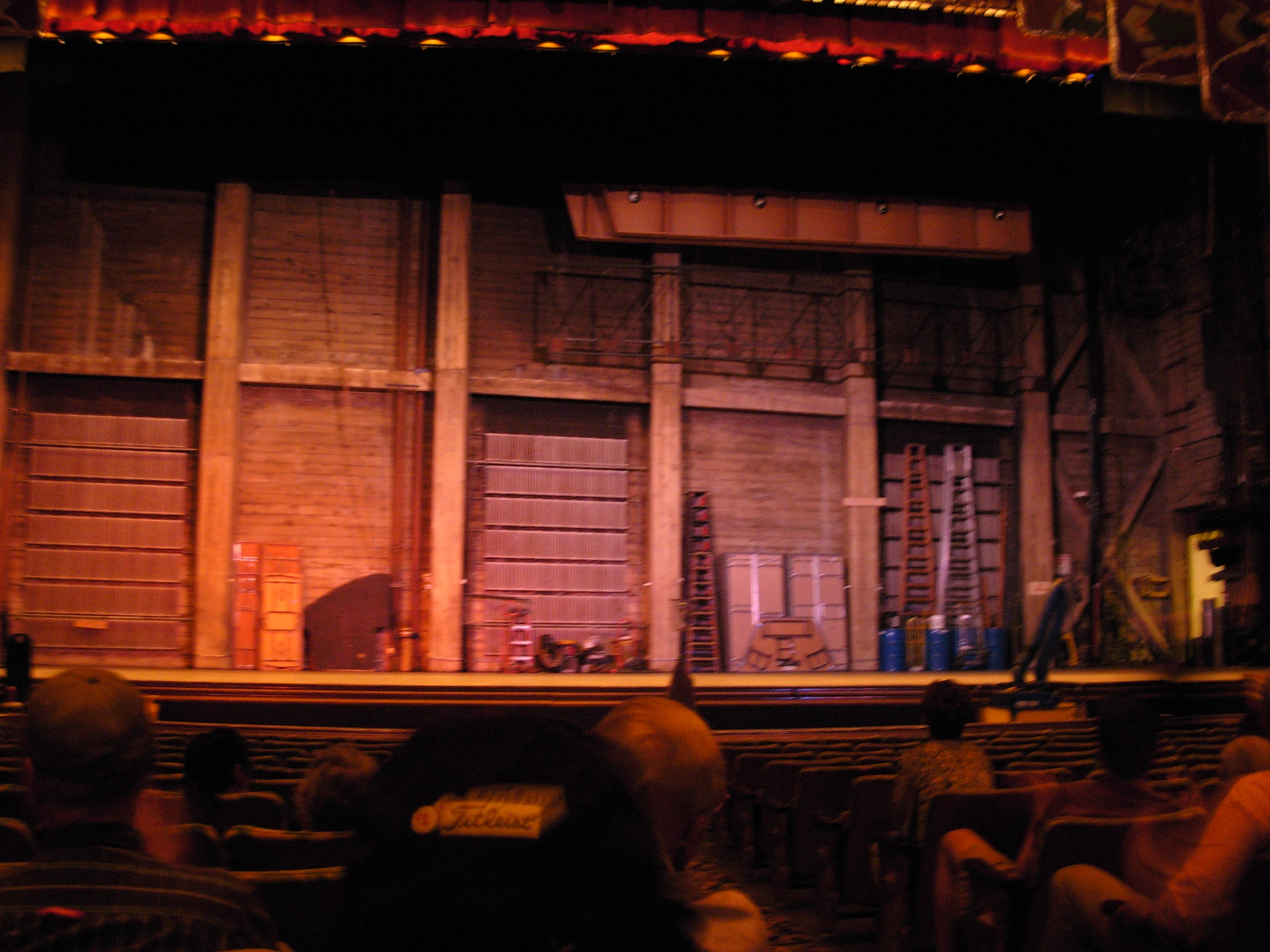
Сцена спектакля в стиле постмодерн

Постмодернизм в театре — проявление философии постмодернизма в приложении к театральному искусству. Началом постмодернизма в театре принято считать 1960-е годы.
Театральный постмодернизм использует те же элементы, что и постмодернизм в других видах искусства: деконструкцию, иронию, смерть автора и цитирование, — однако применяет их иным образом. Литературная смерть автора, используемая для исключения личности автора из понимания его текста, в театре принимает иную форму: вместо читателя текст интерпретирует режиссёр. В подтверждение этому исследователи отмечают резкое усиление роли режиссёра на рубеже XX–XXI веков и конфликт с литературным первоисточником (пьесой).
Для постмодернистского театра характерно отступление от публичности в элитарность, что связано с несоответствием доминирования стиля требованиям массового зрителя. Постмодернистский театр отступает на небольшие импровизированные площадки, а спектакль превращается в инсталляцию. Другим общим явлением постмодернистского театра является живой отклик на быстрое развитие в XX и XXI веке технологий, которые находят своё место на сцене в качестве реквизита, реплик, образов.
К представителями постмодернизма в театре относятся:
- Анатолий Васильев
- Владимир Мирзоев
- Эймунтас Някрошюс
- Андрей Жолдак
- Клим

Следующим этапом развития постмодернизма в театре является постпостмодернизм.